# François Deniset
François Deniset fut, pendant la Seconde Guerre mondiale, un agent secret canadien du Special Operations Executive. Envoyé en France comme instructeur en armements, il fut arrêté par les Allemands à son arrivée, déporté et exécuté à Gross-Rosen à l'été 1944.

## Identités
- État civil : François Adolphe Deniset
- Comme agent du SOE :
  - Nom de guerre (field name) : « Jean-Jacques »[1]
  - Nom de code opérationnel : MARINER (en français MARIN)

Parcours militaire :
- Royal Canadian Artillery
- SOE, section F ; grade : captain.

Pour accéder à des photographies de François Deniset, se reporter au paragraphe Sources et liens externes en fin d’article.

## Éléments biographiques
François Deniset était le fils de François et de Mrs Deniset, St Boniface, Manitoba, Canada, et le mari de Joan A. Deniset, Farnham, Surrey. Il fut parachuté dans la nuit du 6 au 7 février 1944 aux environs de Poitiers, comme instructeur en maniement d'armes du réseau PHONO de d'Henri Garry. Son nom de guerre était « Jean ». Lors de ce parachutage, il y avait aussi :
- Roland Alexandre, le chef du réseau SURVEYOR,
- Robert Byerly, l'opérateur radio du réseau SURVEYOR,
- Jacques Ledoux, Anglo-Français, qui venait lancer autour du Mans un nouveau réseau, ORATOR.

Tous les quatre furent arrêtés à l’atterrissage, et auraient été exécutés en captivité à Gross-Rosen, en août ou septembre 1944,
ou le 8 mai 1945 pour Deniset, selon le site SFRoH.

## Reconnaissance

### Distinction
La brochure Le Mémorial de la section F ne mentionne aucune distinction reçue pour service dans la section F.

### Monuments
- En tant que l'un des 104 agents du SOE section F morts pour la France, François Deniset est honoré au mémorial de Valençay (Indre).
- Brookwood Memorial, Surrey, panneau 23, colonne 2.
- Au mémorial du camp de concentration de Gross-Rosen, près de Rogoźnica (Pologne), une plaque honore la mémoire des dix-neuf agents de la section F qui y ont été exécutés en août-septembre 1944, dont François Deniset. Réalisée en granit local, en provenance d'une carrière où devaient travailler les détenus, elle a été élevée sur l'initiative du Holdsworth Trust.